# Pyknodysostoza

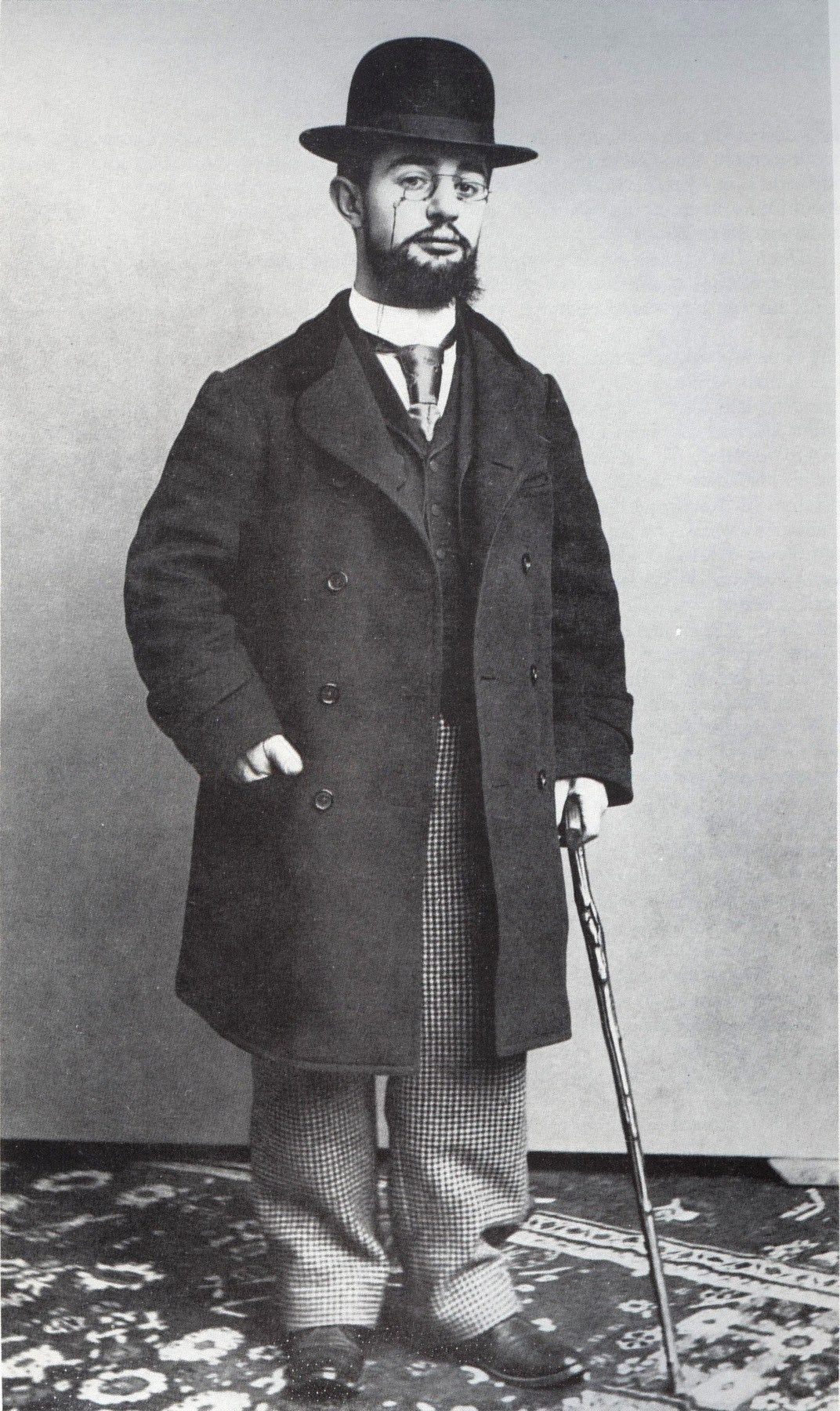
Henri Toulouse-Lautrec prawdopodobnie chorował na pyknodysostozę

Pyknodysostoza – rzadka choroba genetyczna o dziedziczeniu autosomalnym recesywnym, należąca do grupy dysplazji kostnych, objawiająca się zniekształceniem czaszki (między innymi szerokimi szwami czaszkowymi, kostkami wstawnymi i niezamkniętymi ciemiączkami), szczęki i obojczyków, hipoplazją dystalnych paliczków, wadami uzębienia, osteosklerozą oraz nadmierną łamliwością kości.
Chorobę niezależnie od siebie opisali Pierre Maroteaux i Maurice Emile Joseph Lamy oraz Andren i wsp. w 1962 roku.
Przyczyną pyknodysostozy są mutacje w genie CTSK w locus 1q21 kodującym katepsynę K. Katepsyna K jest lizosomalną proteazą cysteinową, podlegającą wysokiej ekspresji w osteoklastach, której przypisuje się kluczową rolę w degradacji organicznej macierzy mineralizowanej kości.
Trzy lata po przedstawieniu swojego opisu pyknodysostozy Maroteaux i Lamy wysunęli hipotezę, że malarz Henri Toulouse-Lautrec (1864–1901) był jednym z dotkniętych nią chorych. Za rozpoznaniem przemawiały niski wzrost malarza, pokrewieństwo jego rodziców (pyknodysostoza, podobnie jak inne choroby genetyczne o autosomalnym, recesywnym sposobie dziedziczenia jest częstsza u par połączonych więzami pokrewieństwa), złamania kości pod wpływem łagodnych urazów i przypuszczalnie także duże, niezarośnięte ciemiączka oraz szwy czaszkowe, co mogło być powodem, dla którego przez większość czasu artysta nosił kapelusz. Nie wszyscy zaakceptowali argumentację Maroteaux i Lamy’ego; inne teorie mówią, że Toulouse-Lautrec chorował na postać osteogenesis imperfecta. Jeszcze więcej kontrowersji budzi hipoteza, według której miałaby to być choroba Ezopa.